# Podlesie Mleczkowskie
Podlesie Mleczkowskie – wieś w Polsce położona w województwie mazowieckim, w powiecie radomskim, w gminie Zakrzew.
W skład sołectwa wchodzą Natalin i Podlesie Mleczkowskie. W 2023 sołectwo liczyło 607 mieszkańców.
| SIMC    | Nazwa     | Rodzaj     |
| ------- | --------- | ---------- |
| 0642610 | Zakrzówek | przysiółek |

W latach 1975–1998 miejscowość administracyjnie należała do województwa radomskiego.
Przez miejscowość przebiega droga wojewódzka nr 740.
Wierni Kościoła rzymskokatolickiego należą do parafii św. Jana Chrzciciela w Zakrzewie.